# Ixchiguan
Ixchiguan este unul din municipalitățile din departamentul San Marcos din Guatemala, aflat în apropierea graniței cu Mexic. A fost declarat municipiu la 9 august 1933. Economia orașului este una strict de subzistență, bazându-se în special pe muncă temporară de pe plantațiile de cafea din împrejurimi, respectiv pe forța de muncă migratoare a bărbaților care lucrează în Mexic. 
Limba mam, una din limbile din grupul de limbi Maya din Guatemala, este vorbită în oraș și în satele înconjurătoare. În câteva sate se vorbește K'iche, o altă limbă din grupul mayan de limbi.
În decursul secolului 20, numeroși oameni din Ixchiguan au emigrat în orașul Worthington, Minnesota, Statele Unite, formând comunitatea cea mai numeroasă vorbitoare a limbii mam din afara Guatemalei. 